# Zehn Mädchen und kein Mann
 Zehn Mädchen und kein Mann ist eine Operette in einem Akt des Komponisten Franz von Suppè. Das Libretto verfasste Friedrich Wilhelm Riese unter dem Pseudonym Wilhelm Friedrich. Die Uraufführung erlebte dieses Theaterstück am 25. Oktober 1862 am Kaitheater in Wien.

## Handlung
Der Gutsbesitzer von Schönhahn ist mehrfacher Witwer und hätte gerne seine Haushälterin Sidonia geheiratet, diese allerdings  liebt den jüngeren und hübscheren Tierarzt Agamemnon Paris. Seine erste Ehefrau hat ihn zusammen mit dem gemeinsamen Sohn verlassen und aus seinen anderen Ehen hat er zehn Töchter, die er lieber heute als morgen verheiraten würde.
Von Schönhahn hat jede seiner Töchter (gleich ihrem Vornamen) in den Sitten und Gebräuchen eines anderen Landes erziehen lassen. Dadurch hofft er nun sehr schnell zu einem Schwiegersohn zu kommen. Außerdem lässt er Plakate an der Straße aufhängen, um unverheiratete Männer zu einem Besuch auf seinem Landgut zu animieren.
Der Tierarzt Agamemnon Paris nimmt nun so ein Plakat zum Anlass, auf das Landgut zu kommen und heimlich Sidonia zu treffen. Doch von Schönhahn erwischt Agamemnon Paris und stellt ihm nun alle seine Töchter vor. Alminia und Marianka beginnen mit einem hübschen Duett, das dem Anschein nach dem Besucher gefällt. Anschließend singt Britta ein englisches Volkslied, worauf alle Anwesenden sofort einschlafen. Erst Limonia kann mit ihrer italienischen Arie die Zuhörer wieder aufwecken. Im Anschluss daran tanzen Hidalga und Preciosa einen feurigen Tanz aus Spanien, doch auch der interessiert Agamemnon Paris nicht besonders. Nun müssen alle Töchter zu ihren Instrumenten greifen und zusammen ein Konzert geben. Doch der Tierarzt bleibt bei seinem Entschluss Sidonia zu heiraten.
Bei der nun folgenden Aussprache zwischen dem Gutsbesitzer und dem Tierarzt stellt sich heraus, dass Agamemnon Paris der verschollen geglaubte Sohn ist und damit der Bruder dieser zehn Heiratskandidatinnen. Von Schönhahn gibt der Hochzeit Agamemnons mit Sidonia seinen Segen und stellt resigniert fest: „Nun habe ich elf Töchter und nur einen Mann“.

## Musik
Franz von Suppès dritte Operette war seinerzeit bereits ein internationaler Erfolg. Sie wurde an vielen ausländischen Bühnen nachgespielt, so etwa in Prag, St. Petersburg, Warschau, London, Mailand und dabei in die jeweiligen Landessprachen übersetzt.
Das Werk unterscheidet sich von den beiden bisherigen Operetten dadurch, dass es trotz einiger Ensembles nicht so opernhaft ist. Der Stil geht eher ins Burleske/Groteske, wie ja auch schon die Handlung und kommt daher von allen Suppé Operetten denen Offenbachs am Nächsten.
Höhepunkte sind ein köstliches Duett zwischen Schönhals und Paris, bei der sich die beiden Männer am Ende in einem wahren Anfall gegenseitig auslachen, die sog. Produktionsszene, in welcher die 10 Mädchen dem angeblichen Bewerber ihre Künste vortragen und die Holz- und Strohpolka, in welcher die Mädchen auf der Bühne selbst die Instrumente spielen und wenn das Personal es möglich macht, ist da auch ein Xylophon dabei. Wie das aussehen kann, ist auf YouTube zu sehen.
Weitere köstliche Nummern sind
- Die Introduktion „Ich und mein Herr“
- Der Trommelmarsch der 10 Mädchen
- Das Lied Sidonias „Seht dort das feine Herrchen“
- Das Lied des Paris „Der Frühling is kommen“
- Die Tischszene, bei der auch ein Jagdlied gesungen wird.

Nichts wird wirklich ernst genommen bei dieser Operette, auch nicht die Musik.

## Tonträger
- Zehn Mädchen und kein Mann, Label HAfG. Die Aufnahme basiert auf einer Rundfunkaufnahme des ORF aus dem Jahre 1950
- Zehn Mädchen und kein Mann, Rundfunkaufnahme des WDR – Aufnahme vom 29. November 1990. Diese Aufnahme ist bisher nur beim WDR Mitschnittservice erhältlich.